# Batanes
Batanes (ilokano: Probinsya ti Batanes, tagaloški: Lalawigan ng Batanes) je otočje i provincija u Filipinima u regiji Cagayan Valley.
Provincija obuhvaća deset otoka koji se nalaze u tjesnacu između otoka Luzona i Tajvana. Najsjeverniji je dio Filipina, a također je najmanja provincija, kako u pogledu stanovništva tako i površine.
Otočna skupina se nalazi oko 162 km sjeverno od Luzona i oko 190 km južno od Tajvana.
Glavni provincijski grad je Basco na otoku Batanu, ostali naseljeni otoci su Itbayat i Sabtang. Najsjeverniji otok u provinciji, što je ujedno i najsjeverniji otok u Filipinima, je Mavudis (Y'ami). Ostali otoci u otočju su Misanga, Siayan, Ivuhos i Dequey.
Prema podacima iz 2007. godine u provinciji živi 15.974 stanovnika, dok je prosječna gustoća naseljenosti 73 stan./km2.

## Administrativna podjela
Batanes je podjeljen na šest općina:
- Basco
- Itbayat
- Ivana
- Mahatao
- Sabtang
- Uyugan